# Chihiro Onitsuka
Chihiro Onitsuka (鬼束ちひろ Onitsuka Chihiro?,  30 de octubre, 1980) es una cantante e intérprete japonesa de J-Pop originaria de la Prefectura de Miyazaki.

## Biografía

### Inicios
Chihiro nació el 30 de octubre de 1980 en la Prefectura de Miyazaki, isla de Kyushu. Desde niña recibió influencias musicales de manera directa solía oír a artistas americanos como The Carpenters por parte de su madre, y Carol King. Durante su adolescencia fueron cantantes como Alanis Morissette y Sheryl Crow sus preferidas, pero no fue hasta que conoció la música de la cantante Pop/Country Jewel cuando Chihiro decide convertirse ella misma en cantante, y comienza a escribir sus propias canciones, inicialmente todas en inglés y posteriormente en japonés.
En la secundaria Chihiro tuvo varios problemas porque no estaba interesada en continuar sus estudios, y pasó por varios establecimientos hasta finalmente graduarse en 1999.

### Debut
Poco antes de su graduación había ganado una audición, y al terminar sus estudios comenzó su carrera de cantante profesional bajo el subsello de Toshiba EMI llamado Virgin Tokyo. Durante 1999 se estima que Chihiro creó aproximada unas 60 canciones en un período de 6 meses, hasta que finalmente debutó en la industria con su primer sencillo titulado "Shine", que fue lanzado el 9 de febrero del año 2000.
Su segundo sencillo, "Gekkou", fue utilizado como tema principal para el drama de televisión japonés de la cadena TV Asahi llamado TRICK, y gracias a esto se hizo comenzó a llamar mayormente la atención, convirtiéndose este tema ya en su primer éxito, permaneciendo casi cuarenta semanas en las listas de Oricon y vendiendo más de 600 mil copias. Finalmente el 7 de marzo del 2001 se lanzó su primer álbum de estudio "Insomnia", el cual alcanzó el puesto n.º 1 en las listas japonesas, superando el millón y medio de copias vendidas. Nadie se esperaba que el álbum siquiera alcanzara el millón, porque las estadísticas demostraban que los fanáticos que seguían a Chihiro en ese tiempo no superaban a ese número y también analizando las ventas anteriores de sus sencillos promocionales.
Poco después de lanzarse su álbum y ser todo un éxito, comenzó su primera gira nacional, donde también participó en el Festival Rock In Japan durante todo el 2001 en cada una de sus locaciones planificadas. A finales de ese año su cuarto sencillo "Mamei" fue premiado por las mejores letras en una canción por los Japan Record Award, y en marzo del 2002 Insomnia fue galardonado por la misma retribución como el Mejor Álbum de Rock de ese año. Durante todo el año 2002 hubo mucho trabajo para Chihiro, principalmente en quizás demasiadas presentaciones en vivo que tenía planificadas en su gira, donde incluso algunas tuvieron que ser pospuestas ya que era humanamente imposible realizarlas para la artista y su equipo. Inmediatamente después que terminó la gira, Chihiro detiene su actividad musical por exceso de trabajo. En octubre se le practica una operación a sus cuerdas vocales que estaban notablemente dañadas, y se anunció que se tomaría un descanso por lo menos todo ese año. Sólo se lanzaron dos sencillos esta época, pero ya sin resistirlo Chihiro regresa a los escenarios en el mes de noviembre en la Mansión de las Artes Marciales, con gran éxito.
En el 2003 se lanzó el sencillo "Ii Hi Tabidachi, Nishi e", cover del tema original de Momoe Yamaguchi "Ii Hi Tabidachi", y también "Watashi to Walts wo", el que sería su último trabajo dentro de Toshiba EMI. El 17 de marzo del 2004 EMI lanza "SINGLES BOX", una compilación de los 10 sencillos realizados por Chihiro hasta ese momento, y en contra de su consentimiento. A la joven se le había dicho que se lanzaría su nuevo álbum de estudio (ya que tenía bastante material para ya hacer un nuevo álbum) y también un lanzamiento en DVD, pero a sus espaldas se lanzó esta caja con sus sencillos, lo que enfureció a la joven artista. Debido a esto es anunciado al poco tiempo, el 3 de abril del 2004 que Chihiro Onitsuka renunciaba a su sello Toshiba EMI, así como también a su agencia, MELODY STAR RECORDS.

### Cambio de sello
Tras estar poco más de un mes con un futuro incierto, finalmente fue anunciado que Chihiro se convertía en una artista más de Universal Music, y su asesoramiento musical queda a cargo de Sony Music Entertainment Japan. Chihiro entra al subsello de Universal en Japón llamado A&M RECORDS, siendo la primera en hacerlo.
Debuta en esta nueva etapa de su carrera en Hibiya como invitada sorpresa en el concierto SWEET LOVE SHOWER 2004, auspiciado por el canal de televisión Space Shower TV. En el concierto la joven interpretó covers de Nirvana y de The Police ("Smells Like Teen Spirit" y "King Of Pain"), y también uno de sus nuevas temas llamado "Sodatsu Zassō", una canción mucho más Rock que sus trabajos anteriores, y que más tarde se convertiría en el primer sencillo en su nuevo sello discográfico. Todo esto daba a entender que su imagen estaba por cambiar de manera rotunda, mucho más orientada a la imagen de una estrella de rock, y no a las baladas de piano que anteriormente se habían convertido en su sello característico. Pero el anunciado regreso a la música de Chihiro tuvo que ser pospuesto, y todas las apariciones en televisión, revistas, programas de radio, etc. -aunque el sencillo de "Sodatsu Zassō" igualmente fue lanzado, por problemas de salud que estaban afectando a la artista.

### El regreso
Tras estar más de dos años alejada del ambiente musical, finalmente en la edición de marzo de 2007 de la revista musical japonesa ROCKIN'ON JAPAN se da la noticia del regreso de Chihiro Onitsuka. En dicho artículo se confirmó que la cantante ya tenía material grabado ya para hacer un nuevo álbum, y que estaba trabajando en compañía del productor y músico Takeshi Kobayashi, conocido por sus trabajos con My Little Lover y Mr. Children, entre varios otros. El día 17 de marzo de este mismo año se presentó por primera aparición en vivo desde su desaparición dos años atrás, en festival ap bank de ese año, y poco después fue anunciado el lanzamiento de un nuevo sencillo, "everyhome", para el 30 de mayo. El sencillo fue bien recibido por sus fanes, debutando en el puesto n.º 9 de las listas de Oricon japonesas, vendiendo 18 mil copias su primera semana a la venta, cifra que fue en aumento con las semanas hasta llegar a las 30 mil copias.
El 31 de octubre de 2007 es lanzado, después de 4 años y 10 meses, el cuarto álbum original de estudio de Chihiro, titulado LAS VEGAS. El álbum, producido por Takeshi Kobayashi, llegó al puesto n.º 6 en Japón, y permaneció por dos semanas en el primer lugar de las listas musicales de Taiwán.
En el 2008 anuncia su decimocuarto sencillo Hotaru, el cual alcanza la posición 11 en Japón, es producido por el sello Universal A&M. 
En 2009 es un año intenso para Chihiro ya que lanza tres sencillos X-Last Melody Kaerimichi wo Nakushite y Kagerou además del primer álbum DOROTHY tras dos años de inactividad respecto a este tipo de trabajos.

## Discografía

### Sencillos
1. Shine (シャイン Shain?) (9 de febrero de 2000)
2. Gekkou (月光?) (9 de agosto de 2000)
3. Cage (8 de noviembre de 2000)
4. Memai (眩暈?) / edge (9 de febrero de 2001)
5. infection / LITTLE BEAT RIFLE (7 de septiembre de 2001)
6. Ryuuseigun (流星群?) (6 de febrero de 2002)
7. Sign (21 de mayo de 2003)
8. Beautiful Fighter (20 de agosto de 2003)
9. Ii Hi Tabidachi · Nishi e (いい日旅立ち・西へ?) (29 de octubre de 2003)
10. Watashi to Waltz wo (私とワルツを?) (27 de noviembre de 2003)
11. Sodatsu Zassou (育つ雑草?) (27 de octubre de 2004)
12. everyhome (30 de mayo de 2007)
13. Bokura, Bara-iro no Hibi (僕等 バラ色の日々?) (19 de septiembre de 2007)
14. Hotaru (蛍?) (6 de agosto de 2008)
15. X-Last Melody (20 de mayo de 2009)
16. Kaerimichi wo Nakushite (帰り路?) (22 de julio de 2009)
17. Kagerou (陽炎?) (2 de septiembre de 2009)

### Álbumes
1. Insomnia (インソムニア?) (7 de marzo de 2001)
2. This Armor (6 de marzo de 2002)
3. Sugar High (11 de diciembre de 2002)
4. LAS VEGAS (31 de octubre de 2007)
5. DOROTHY (28 de octubre de 2009)

#### Compilaciones
- the ultimate collection (1 de diciembre de 2004)
- SINGLES 2000-2003 (7 de septiembre de 2005)

### Video

#### VHS
- Gekkou (月光?) +1 SINGLE CLIPS LIMITED EDITION (9 de agosto de 2000)
- ME AND MY DEVIL (11 de abril de 2001)
- CRADLE ON MY NOISE L*I*V*E* ～LIVE INSOMNIA VIDEO EDITION～ (7 de noviembre de 2001)
- PRINCESS BELIEVER (11 de diciembre de 2002)

#### DVD
- ME AND MY DEVIL (11 de abril de 2001)
- CRADLE ON MY NOISE L*I*V*E* ～LIVE INSOMNIA VIDEO EDITION～ (7 de noviembre de 2001)
- PRINCESS BELIEVER (11 de diciembre de 2002)
- ULTIMATE CRASH '02 LIVE AT BUDOKAN (21 de mayo de 2003)
- the complete clips (1 de diciembre de 2004)
- NINE DIRTS AND SNOW WHITE FLICKERS (6 de agosto de 2008)